# Écuillé
Écuillé ist eine französische Gemeinde mit 661 Einwohnern (Stand: 1. Januar 2022) im Département Maine-et-Loire in der Region Pays de la Loire. Sie gehört zum Arrondissement Angers und zum Kanton Angers-5. Die Einwohner werden Écuilléens genannt.

## Geographie
Écuillé liegt etwa 18 Kilometer nördlich von Angers in der Landschaft Anjou. Nachbargemeinden von Écuillé sind Champigné im Norden, Cheffes im Osten, Soulaire-et-Bourg im Süden und Südosten, Feneu im Süden und Südwesten sowie Sceaux-d’Anjou im Westen.

## Bevölkerungsentwicklung
| Jahr                       | 1962 | 1968 | 1975 | 1982 | 1990 | 1999 | 2006 | 2018 |
| Einwohner                  | 333  | 281  | 265  | 327  | 380  | 457  | 557  | 653  |
| Quellen: Cassini und INSEE |      |      |      |      |      |      |      |      |

## Sehenswürdigkeiten
- Schloss Le Plessis-Bourré, von 1468 bis 1473 erbaut, Monument historique seit 1931

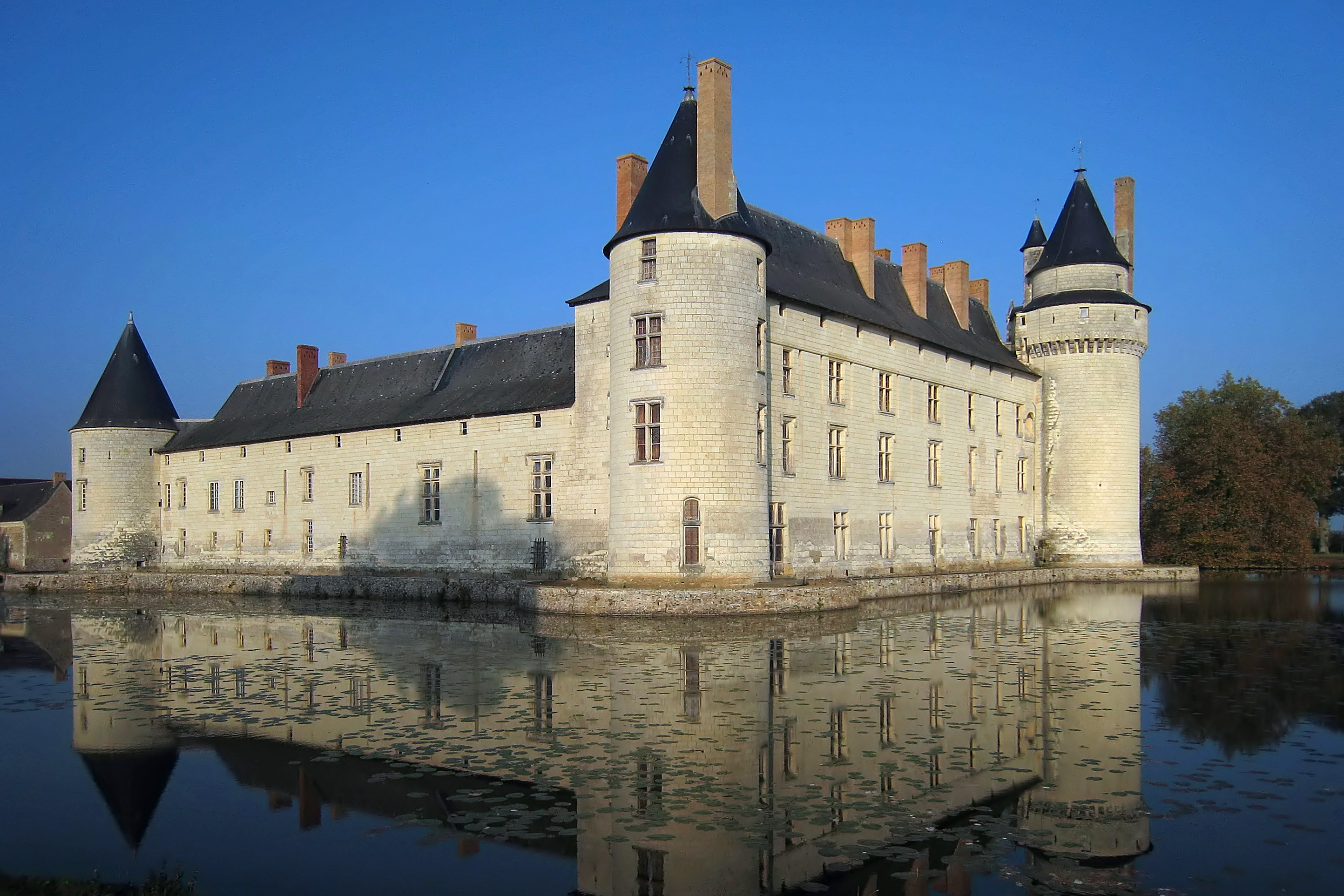
Schloss Le Plessis-Bourré

- Schloss La Roche